# Phare du port de Melilla
Le Phare du port de Melilla est un phare situé sur la jetée nord-est du port de Melilla, une ville autonome espagnole (Plazas de soberanía) située sur la côte nord-ouest de l'Afrique, en face de la péninsule Ibérique, appartenant à la région géographique du Rif oriental et formant une enclave dans le territoire marocain. Administrée en tant que partie de la province de Malaga jusqu'au 14 mars 1995, elle détient depuis le statut d'une ville autonome, assez proche de celui d'une communauté autonome espagnole. Melilla est revendiquée par le Royaume du Maroc.
Il est géré par l'autorité portuaire de Melilla .

## Histoire
C'est une tour hexagonale en pierre, avec six contreforts en pierre, lanterne et galerie. Le phare est en pierre grise non peinte et la lanterne est peinte en vert. Le site et la tour ne sont pas accessibles.
Identifiant : ARLHS : CEU002 ; ES-72910 - Amirauté : E6762 - NGA : 22740 .
|                               |
| Melilla (phare et forteresse) |

|                 |
| Plan de Melilla |

### Lien connexe
- Liste des phares d'Espagne